# Parti populaire autrichien
Pour les articles homonymes, voir Parti populaire et OVP.
Ne doit pas être confondu avec Nouveau Parti du peuple.
Le Parti populaire autrichien (en allemand : Österreichische Volkspartei, abrégé en ÖVP), dénommé Le Nouveau Parti populaire (en allemand : Die neue Volkspartei) entre 2017 et 2022, est un parti politique autrichien d'orientation chrétien-démocrate et libéral-conservateur. Au niveau international, il est membre de l'Union démocrate internationale.
L'ÖVP est le successeur du Parti chrétien-social (CS ou CSP) d'avant la Seconde Guerre mondiale. Son « programme fondateur » (Grundsatzprogramm) de 1945, repris par le « programme de Salzbourg » de 1972 puis enfin par son manifeste pour l'avenir de 1985 mettent en avant deux principes fondamentaux : une « économie éco-sociale de marché » (ökosoziale Marktwirtschaft), qui ne serait que la traduction politique et économique des traditions humanistes et chrétiennes de l'Europe, et un engagement pro-européen qui aboutira à l'adhésion de l'Autriche à l'Union européenne en 1995.

## Histoire
L'ÖVP gouverne l'Autriche en participant aux gouvernements avec le SPÖ de 1945 à 1966 et de 1986 à 1999 (avec le poste de chancelier durant la première période), et seul de 1966 à 1970 (cette coalition devant revenir au pouvoir). De 1999 à 2006, il gouverne avec le FPÖ d'extrême droite.
De 2002 à 2006, il obtient la majorité relative au Conseil national avec 42,3 % des voix et 79 sièges, le chef du parti Wolfgang Schüssel devenant chancelier fédéral.
L'ÖVP perd cette majorité aux élections d'octobre 2006 où il obtient 34,2 % des voix et 66 sièges au Conseil national (Nationalrat). Il est donc contraint de gouverner à nouveau avec les sociaux-démocrates du SPÖ, à égalité au sein d'un gouvernement issu de longues négociations. Wolfgang Schüssel cède sa place de chancelier au président du SPÖ Alfred Gusenbauer le 11 janvier 2007, démissionnant du même coup de la direction du parti, et il devient chef du groupe parlementaire au Nationalrat.
Jusqu'en 2017, la couleur distinctive du parti populaire était le noir, d'où l'appellation « les noirs » en langage familier ou journalistique. Traditionnellement le rouge désigne le SPÖ, le vert désigne Les Verts - L'Alternative verte, l'orange désigne le BZÖ et le bleu désigne le FPÖ.
Outre une grande coalition, l'ÖVP a déjà formé une coalition noire-bleue avec le FPÖ et une coalition noire-orange avec la BZÖ.
En mai 2017, Sebastian Kurz, à ce moment ministre des Affaires étrangères, prend la direction de l'ÖVP. Dans le but de rajeunir l'image du parti, il met de côté la couleur noire traditionnelle et opte pour la couleur turquoise, et le parti participe aux élections législatives de 2017 sous l'étiquette Nouveau Parti populaire (Die neue Volkspartei). À la suite de ce scrutin, que l'ÖVP remporte, Sebastian Kurz forme un gouvernement avec le FPÖ. L'ÖVP est alors parfois présenté comme « ultraconservateur ». Sur les questions religieuses, l'ÖVP tient un discours hostile à l'islam.
Le 18 mai 2019, à huit jours des élections européennes, et au lendemain de la publication d'une vidéo tournée en 2017 révélant le vice-chancelier autrichien et dirigeant du FPÖ, Heinz-Christian Strache, expliquer à une femme se présentant comme la nièce d'un oligarque russe, comment financer son parti et racheter un journal pour rendre sa ligne éditoriale proche du FPÖ, Strache démissionne du gouvernement. Kurz annonce le jour même des élections législatives anticipées.
Arrivé en tête lors du scrutin anticipé de 2019, l'ÖVP forme une coalition avec les Verts. À l'automne 2021, Sebastian Kurz renonce à la direction du gouvernement — en raison d'une affaire de corruption datant de son passage au ministère fédéral des Finances et ayant facilité son accession à la chancellerie — puis de l'ÖVP. Celle-ci revient au profit de Karl Nehammer, qui devient également chancelier et poursuit la coalition avec les Verts. Le congrès suivant de l'ÖVP, en mai 2022, acte le remplacement de la marque Neue Volkspartei par Die Volkspartei (en français : « Le Parti populaire »).

## Membres notables

### Présidents
- Leopold Kunschak (de) (1945)
- Leopold Figl (1945-1952)
- Julius Raab (1952-1960)
- Alfons Gorbach (1960-1963)
- Josef Klaus (1963-1970)
- Hermann Withalm (de) (1970-1971)
- Karl Schleinzer (de) (1971-1975)
- Josef Taus (de) (1975-1979)
- Alois Mock (1979-1989)
- Josef Riegler (de) (1989-1991)
- Erhard Busek (1991-1995)
- Wolfgang Schüssel (1995-2007)
- Wilhelm Molterer (2007-2008)
- Josef Pröll (2008-2011)
- Michael Spindelegger (2011-2014)
- Reinhold Mitterlehner (2014-2017)
- Sebastian Kurz (intérim de mai à juillet 2017, de plein exercice en 2017-2021)
- Karl Nehammer (intérim en 2021-2022, de plein exercice en 2022-2024)
- Christian Stocker (intérim depuis janvier 2025)

### Chanceliers
- Leopold Figl (1945-1953)
- Julius Raab (1953-1961)
- Alfons Gorbach (1961-1964)
- Josef Klaus (1964-1970)
- Wolfgang Schüssel (2000-2007)
- Sebastian Kurz (2017-2019 ; 2020-2021)
- Alexander Schallenberg (2021)
- Karl Nehammer (depuis 2021)

### Présidents fédéraux
- Kurt Waldheim (1986-1992)
- Thomas Klestil (1992-2004)

### Commissaires européens
- Franz Fischler : Agriculture et Développement rural (1995-1999), Agriculture, Développement rural et Pêche (1999-2004)
- Benita Ferrero-Waldner : Relations extérieures et Politique européenne de voisinage (2004-2009)
- Johannes Hahn : Politique régionale (2010-2014), Politique européenne de voisinage et négociations d'élargissement (2014-2019), Budget et Administration (depuis 2019)

### Autres
- Lujo Tončić-Sorinj, secrétaire général du Conseil de l'Europe (1969 — 1974)

## Résultats électoraux

### Élections au Conseil national
| Année | Voix      | %    | Mandats  | Rang | Gouvernement                    |
| ----- | --------- | ---- | -------- | ---- | ------------------------------- |
| 1945  | 1 602 227 | 49,8 | 85 / 165 | 1er  | Figl I                          |
| 1949  | 1 846 581 | 44,0 | 77 / 165 | 1er  | Figl II                         |
| 1953  | 1 781 777 | 41,3 | 74 / 165 | 2e   | Figl III, Raab I                |
| 1956  | 1 999 986 | 46,0 | 82 / 165 | 1er  | Raab II                         |
| 1959  | 1 928 043 | 42,4 | 79 / 165 | 2e   | Raab III, IV, Gorbach I         |
| 1962  | 2 024 501 | 45,4 | 81 / 165 | 1er  | Gorbach II, Klaus I             |
| 1966  | 2 191 109 | 48,3 | 85 / 165 | 1er  | Klaus II                        |
| 1970  | 2 051 012 | 44,7 | 78 / 165 | 2e   | Opposition                      |
| 1971  | 1 964 713 | 43,1 | 80 / 183 | 2e   | Opposition                      |
| 1975  | 1 981 291 | 42,9 | 80 / 183 | 2e   | Opposition                      |
| 1979  | 1 981 739 | 41,9 | 77 / 183 | 2e   | Opposition                      |
| 1983  | 2 097 808 | 43,2 | 81 / 183 | 2e   | Opposition                      |
| 1986  | 2 003 663 | 41,3 | 77 / 183 | 2e   | Vranitzky II                    |
| 1990  | 1 508 600 | 32,1 | 60 / 183 | 2e   | Vranitzky III                   |
| 1994  | 1 281 846 | 27,7 | 52 / 183 | 2e   | Vranitzky IV                    |
| 1995  | 1 370 510 | 28,3 | 52 / 183 | 2e   | Vranitzky V, Klima              |
| 1999  | 1 243 672 | 26,9 | 52 / 183 | 3e   | Schüssel I                      |
| 2002  | 2 076 833 | 42,3 | 79 / 183 | 1er  | Schüssel II                     |
| 2006  | 1 616 493 | 34,3 | 66 / 183 | 2e   | Gusenbauer                      |
| 2008  | 1 269 656 | 26,0 | 51 / 183 | 2e   | Faymann I                       |
| 2013  | 1 125 876 | 24,0 | 47 / 183 | 2e   | Faymann II, Kern                |
| 2017  | 1 587 360 | 31,5 | 62 / 183 | 1er  | Kurz I                          |
| 2019  | 1 789 417 | 37,5 | 71 / 183 | 1er  | Kurz II, Schallenberg, Nehammer |
| 2024  | 1 277 949 | 26,3 | 51 / 183 | 2e   | Stocker                         |

### Élections présidentielles
| Année | Candidat               | 1er tour        | 1er tour        | 2e tour         | 2e tour         |
| Année | Candidat               | %               | Rang            | %               | Rang            |
| ----- | ---------------------- | --------------- | --------------- | --------------- | --------------- |
| 1951  | Heinrich Gleißner      | 40,1            | 1er             | 47,9            | 2e              |
| 1957  | Wolfgang Denk (nl)a    | 48,9            | 2e              |                 |                 |
| 1963  | Julius Raab            | 40,6            | 2e              |                 |                 |
| 1965  | Alfons Gorbach         | 49,3            | 2e              |                 |                 |
| 1971  | Kurt Waldheim          | 47,2            | 2e              |                 |                 |
| 1974  | Alois Lugger (de)      | 48,3            | 2e              |                 |                 |
| 1980  | Rudolf Kirchschlägerb  | 79,9            | élu             |                 |                 |
| 1986  | Kurt Waldheim          | 49,6            | 1er             | 53,9            | élu             |
| 1992  | Thomas Klestil         | 37,2            | 2e              | 56,9            | élu             |
| 1998  | Pas de candidat        | Pas de candidat | Pas de candidat | Pas de candidat | Pas de candidat |
| 2004  | Benita Ferrero-Waldner | 47,6            | 2e              |                 |                 |
| 2010  | Pas de candidat        | Pas de candidat | Pas de candidat | Pas de candidat | Pas de candidat |
| 2016  | Andreas Khol           | 11,1            | 5e              |                 |                 |
| 2022  | Pas de candidat        | Pas de candidat | Pas de candidat | Pas de candidat | Pas de candidat |

### Élections européennes
| Année | Voix | Mandats | Rang | Groupe |
| ----- | ---- | ------- | ---- | ------ |
| 1996  | 29,7 | 7 / 21  | 1er  | PPE    |
| 1999  | 30,7 | 7 / 21  | 2e   | PPE    |
| 2004  | 32,7 | 6 / 18  | 2e   | PPE    |
| 2009  | 30,0 | 6 / 17  | 1er  | PPE    |
| 2014  | 27,0 | 5 / 18  | 1er  | PPE    |
| 2019  | 34,6 | 7 / 18  | 1er  | PPE    |
| 2024  | 24,5 | 5 / 20  | 2e   | PPE    |

## Élections régionales

### Basse-Autriche
| Année | Voix | Mandats | Rang |
| ----- | ---- | ------- | ---- |
| 1945  | 54,5 | 32 / 56 | 1er  |
| 1949  | 52,5 | 31 / 56 | 1er  |
| 1954  | 50,7 | 30 / 56 | 1er  |
| 1959  | 50,9 | 31 / 56 | 1er  |
| 1964  | 51,7 | 31 / 56 | 1er  |
| 1969  | 50,4 | 30 / 56 | 1er  |
| 1974  | 52,1 | 31 / 56 | 1er  |
| 1979  | 49,6 | 29 / 56 | 1er  |
| 1983  | 54,6 | 32 / 56 | 1er  |
| 1988  | 47,6 | 29 / 56 | 1er  |
| 1993  | 44,2 | 26 / 56 | 1er  |
| 1998  | 44,9 | 27 / 56 | 1er  |
| 2003  | 53,3 | 31 / 56 | 1er  |
| 2008  | 54,4 | 31 / 56 | 1er  |
| 2013  | 50,8 | 30 / 56 | 1er  |
| 2018  | 49,6 | 29 / 56 | 1er  |
| 2023  | 39,9 | 23 / 56 | 1er  |

### Burgenland
| Année | Voix | Mandats | Rang |
| ----- | ---- | ------- | ---- |
| 1945  | 51,6 | 17 / 32 | 1er  |
| 1949  | 52,6 | 18 / 32 | 1er  |
| 1953  | 48,4 | 16 / 32 | 1er  |
| 1956  | 49,2 | 16 / 32 | 1er  |
| 1960  | 48,2 | 16 / 32 | 1er  |
| 1964  | 47,3 | 15 / 32 | 2e   |
| 1968  | 46,6 | 15 / 32 | 2e   |
| 1972  | 45,9 | 15 / 32 | 2e   |
| 1977  | 45,1 | 16 / 36 | 2e   |
| 1982  | 43,0 | 16 / 36 | 2e   |
| 1987  | 41,5 | 16 / 36 | 2e   |
| 1991  | 38,2 | 15 / 36 | 2e   |
| 1996  | 36,1 | 14 / 36 | 2e   |
| 2000  | 35,3 | 13 / 36 | 2e   |
| 2005  | 36,4 | 13 / 36 | 2e   |
| 2010  | 34,6 | 13 / 36 | 2e   |
| 2015  | 29,1 | 11 / 36 | 2e   |
| 2020  | 30,6 | 11 / 36 | 2e   |

### Carinthie
| Année | Voix | Mandats | Rang |
| ----- | ---- | ------- | ---- |
| 1945  | 39,8 | 14 / 36 | 2e   |
| 1949  | 31,9 | 12 / 36 | 2e   |
| 1953  | 28,5 | 11 / 36 | 2e   |
| 1956  | 32,7 | 12 / 36 | 2e   |
| 1960  | 33,3 | 12 / 36 | 2e   |
| 1965  | 32,9 | 12 / 36 | 2e   |
| 1970  | 32,5 | 12 / 36 | 2e   |
| 1975  | 32,4 | 12 / 36 | 2e   |
| 1979  | 31,9 | 12 / 36 | 2e   |
| 1984  | 28,3 | 11 / 36 | 2e   |
| 1989  | 21,0 | 8 / 36  | 3e   |
| 1994  | 23,8 | 9 / 36  | 3e   |
| 1999  | 20,7 | 8 / 36  | 3e   |
| 2004  | 11,6 | 4 / 36  | 3e   |
| 2009  | 16,8 | 6 / 36  | 3e   |
| 2013  | 14,4 | 5 / 36  | 3e   |
| 2018  | 15,5 | 6 / 36  | 3e   |

### Haute-Autriche
| Année | Voix | Mandats | Rang |
| ----- | ---- | ------- | ---- |
| 1945  | 59,1 | 30 / 48 | 1er  |
| 1949  | 45,0 | 23 / 48 | 1er  |
| 1955  | 48,1 | 25 / 48 | 1er  |
| 1961  | 48,8 | 25 / 48 | 1er  |
| 1967  | 45,2 | 23 / 48 | 2e   |
| 1973  | 47,7 | 28 / 56 | 1er  |
| 1979  | 51,6 | 29 / 56 | 1er  |
| 1985  | 52,1 | 30 / 56 | 1er  |
| 1991  | 45,2 | 26 / 56 | 1er  |
| 1997  | 42,7 | 25 / 56 | 1er  |
| 2003  | 43,4 | 25 / 56 | 1er  |
| 2009  | 46,8 | 28 / 56 | 1er  |
| 2015  | 36,4 | 21 / 56 | 1er  |
| 2021  | 37,6 | 22 / 56 | 1er  |

### Salzbourg
| Année | Voix | Mandats | Rang |
| ----- | ---- | ------- | ---- |
| 1945  | 56,7 | 15 / 26 | 1er  |
| 1949  | 43,6 | 12 / 26 | 1er  |
| 1954  | 45,9 | 15 / 32 | 1er  |
| 1959  | 43,3 | 14 / 32 | 1er  |
| 1964  | 44,9 | 15 / 32 | 1er  |
| 1969  | 40,7 | 13 / 32 | 1er  |
| 1974  | 47,2 | 18 / 36 | 1er  |
| 1979  | 45,4 | 17 / 36 | 1er  |
| 1984  | 50,2 | 19 / 36 | 1er  |
| 1989  | 44,0 | 16 / 36 | 1er  |
| 1994  | 38,6 | 14 / 36 | 1er  |
| 1999  | 38,8 | 15 / 36 | 1er  |
| 2004  | 37,9 | 14 / 36 | 2e   |
| 2009  | 36,6 | 14 / 36 | 2e   |
| 2013  | 29,0 | 11 / 36 | 1er  |
| 2018  | 37,8 | 15 / 36 | 1er  |

### Styrie
| Année | Voix | Mandats | Rang |
| ----- | ---- | ------- | ---- |
| 1945  | 53,0 | 26 / 48 | 1er  |
| 1949  | 42,9 | 22 / 48 | 1er  |
| 1953  | 40,7 | 21 / 48 | 2e   |
| 1957  | 46,4 | 24 / 48 | 1er  |
| 1961  | 47,1 | 24 / 48 | 1er  |
| 1965  | 48,4 | 29 / 56 | 1er  |
| 1970  | 48,6 | 28 / 56 | 1er  |
| 1974  | 53,3 | 31 / 56 | 1er  |
| 1978  | 52,0 | 30 / 56 | 1er  |
| 1981  | 50,9 | 30 / 56 | 1er  |
| 1986  | 51,8 | 30 / 56 | 1er  |
| 1991  | 44,2 | 26 / 56 | 1er  |
| 1995  | 36,3 | 21 / 56 | 1er  |
| 2000  | 47,3 | 27 / 56 | 1er  |
| 2005  | 38,7 | 24 / 56 | 2e   |
| 2010  | 37,2 | 22 / 56 | 2e   |
| 2015  | 28,5 | 14 / 48 | 2e   |
| 2019  | 36,1 | 18 / 48 | 1er  |
| 2024  | 26,8 | 13 / 48 | 2e   |

### Tyrol
| Année | Voix | Mandats | Rang |
| ----- | ---- | ------- | ---- |
| 1945  | 69,8 | 26 / 36 | 1er  |
| 1949  | 56,4 | 24 / 36 | 1er  |
| 1953  | 57,7 | 23 / 36 | 1er  |
| 1957  | 59,3 | 23 / 36 | 1er  |
| 1961  | 59,6 | 23 / 36 | 1er  |
| 1965  | 63,5 | 25 / 36 | 1er  |
| 1970  | 60,5 | 23 / 36 | 1er  |
| 1975  | 61,1 | 24 / 36 | 1er  |
| 1979  | 62,8 | 24 / 36 | 1er  |
| 1984  | 64,6 | 25 / 36 | 1er  |
| 1989  | 48,7 | 19 / 36 | 1er  |
| 1994  | 47,3 | 19 / 36 | 1er  |
| 1999  | 47,2 | 18 / 36 | 1er  |
| 2003  | 49,9 | 20 / 36 | 1er  |
| 2008  | 40,5 | 16 / 36 | 1er  |
| 2013  | 39,4 | 16 / 36 | 1er  |
| 2018  | 44,3 | 17 / 36 | 1er  |
| 2022  | 34,7 | 14 / 36 | 1er  |

### Vienne
| Année | Voix | Mandats  | Rang |
| ----- | ---- | -------- | ---- |
| 1945  | 34,9 | 36 / 100 | 2e   |
| 1949  | 34,9 | 35 / 100 | 2e   |
| 1954  | 33,2 | 35 / 100 | 2e   |
| 1959  | 32,4 | 33 / 100 | 2e   |
| 1964  | 33,9 | 35 / 100 | 2e   |
| 1969  | 27,8 | 30 / 100 | 2e   |
| 1973  | 29,3 | 31 / 100 | 2e   |
| 1978  | 33,8 | 35 / 100 | 2e   |
| 1983  | 34,8 | 37 / 100 | 2e   |
| 1987  | 28,4 | 30 / 100 | 2e   |
| 1991  | 18,1 | 18 / 100 | 3e   |
| 1996  | 15,3 | 15 / 100 | 3e   |
| 2001  | 16,4 | 16 / 100 | 3e   |
| 2005  | 18,8 | 18 / 100 | 2e   |
| 2010  | 14,0 | 13 / 100 | 3e   |
| 2015  | 9,2  | 7 / 100  | 4e   |
| 2020  | 20,4 | 22 / 100 | 2e   |
| 2025  | 9,7  | 10 / 100 | 5e   |

### Vorarlberg
| Année | Voix | Mandats | Rang |
| ----- | ---- | ------- | ---- |
| 1945  | 70,2 | 19 / 26 | 1er  |
| 1949  | 56,4 | 16 / 26 | 1er  |
| 1954  | 58,0 | 16 / 26 | 1er  |
| 1959  | 54,7 | 21 / 36 | 1er  |
| 1964  | 53,5 | 20 / 36 | 1er  |
| 1969  | 50,0 | 20 / 36 | 1er  |
| 1974  | 56,9 | 22 / 36 | 1er  |
| 1979  | 57,5 | 22 / 36 | 1er  |
| 1984  | 51,6 | 20 / 36 | 1er  |
| 1989  | 51,0 | 20 / 36 | 1er  |
| 1994  | 50,0 | 20 / 36 | 1er  |
| 1999  | 45,8 | 18 / 36 | 1er  |
| 2004  | 54,9 | 21 / 36 | 1er  |
| 2009  | 50,8 | 20 / 36 | 1er  |
| 2014  | 41,8 | 16 / 36 | 1er  |
| 2019  | 43,5 | 17 / 36 | 1er  |

## Identité visuelle

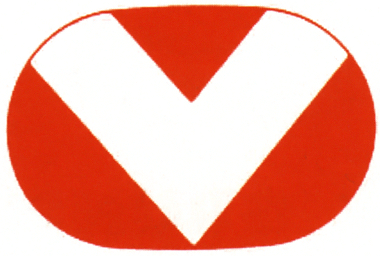
Logo pendant les années 1980.
Logo jusqu'en 2017.
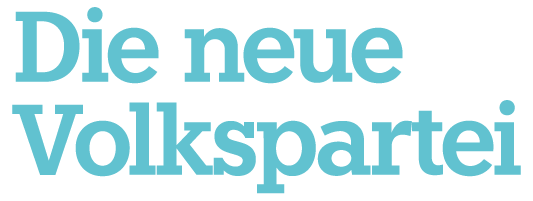
Logo de 2017 à 2018.
Logo de 2018 à 2022.
Logo depuis 2022.